# 브룩 애슐리
브룩 애슐리(영어: Brooke Ashley, 1973년 5월 5일~)는 미국의 배우이다. 아버지는 미국인이고 어머니는 한국인인 한국계 미국인이며, 포르노 배우로 활동하던 1999년 자신을 HIV에 감염시킨 포르노 제작자를 고소하면서 일반 대중에게 알려지게 되었다.